# Jack Vance
Pour les articles homonymes, voir Vance.
Œuvres principales
- La Terre mourante
- Les Aventuriers de la planète géante
- La Geste des Princes-Démons
- Le Cycle de Tschaï
- Trilogie de Lyonesse[1]

John Holbrook Vance, dit Jack Vance, né le 28 août 1916 à San Francisco et mort le 26 mai 2013 à Oakland,, est un auteur américain de science-fiction et de fantasy. Hormis Jack Vance, il utilise souvent des pseudonymes — Peter Held, John Holbrook, John van See, Alan Wade — pour signer son travail. Il écrit même sous le nom d'Ellery Queen trois romans : The Madman Theory, The Four Johns et A Room to Die in.

## Biographie
Le grand-père de Jack Vance serait arrivé en Californie en provenance du Michigan une décennie avant la ruée vers l'or et aurait épousé une fille de San Francisco. La petite enfance de Vance se passe à San Francisco. Avec la séparation de ses parents, la mère de Vance l'emmène ainsi que ses frères et sœurs, dans le ranch californien de leur grand-père maternel, situé près d'Oakley, dans le delta de la rivière Sacramento. Ce cadre suscite l'amour de Vance pour le plein air et lui donne le temps de s'adonner à sa passion de lecteur assidu. À la mort de son grand-père, la famille perd sa fortune.
Vance est contraint de quitter le collège et de travailler pour subvenir à ses besoins, en aidant sa mère lorsqu'il le peut. Il exerce de nombreux métiers sur de courtes périodes : comme groom (une « année misérable »), dans une conserverie et sur une drague d'or, avant d'entrer à l’université de Californie à Berkeley où il étudie pendant six ans le génie minier, la physique, le journalisme et l'anglais.
C'est là qu’il commence son apprentissage d’écrivain. Vance écrit l'une de ses premières histoires de science-fiction pour un devoir de classe d'anglais. La réaction de son professeur est : « Nous avons aussi un morceau de science-fiction », sur un ton méprisant, la première critique négative de Vance. Il travaille pendant un temps comme électricien dans les chantiers navals de Pearl Harbor, à Hawaii, pour « 56 cents de l'heure ». Après avoir travaillé dans une équipe de démagnétisation, il part environ un mois avant l'attaque de Pearl Harbor.
Grand amateur de jazz, il écrit à cette époque des articles pour les colonnes du Daily Californian. Vance obtient son diplôme en 1942. Une faible vue l'empêche de faire son service militaire. Il trouve un emploi de gréeur au chantier naval Kaiser à Richmond, en Californie, puis s'inscrit à un programme du renseignement de l'armée pour apprendre le japonais, auquel il échoue. En 1943, il mémorise un tableau pour tester la vue et devient un matelot qualifié de la marine marchande. Plus tard, la navigation de plaisance sera son loisir préféré ; les bateaux et les voyages sont un motif fréquent dans son travail. Il met à profit cette période pour écrire ses premières nouvelles, rassemblées dans le recueil Un monde magique. Il publie sa première nouvelle, The World-Thinker, en 1945 dans le magazine Thrilling Wonder Stories.
En 1946, Vance rencontre et épouse Norma Genevieve Ingold (morte le 25 mars 2008), une autre étudiante de Californie. Vance a continué à vivre à Oakland, dans une maison qu'il a construite et agrandie avec sa famille au fil des ans. Les Vance effectuent alors de nombreux voyages, dont un tour du monde, et passent souvent plusieurs mois à la fois dans des pays tels que l'Irlande, Tahiti, l'Afrique du Sud, Positano (en Italie) et en péniche sur le lac Nagin au Cachemire.
Il travaille comme matelot, géomètre, ou céramiste, avant de s’établir pleinement comme écrivain, après les années 1970.
En 1997, la Science Fiction and Fantasy Writers of America lui accorde la distinction honorifique de « Grand Maître ». Il avait auparavant reçu nombre de récompenses : les prix Edgar en 1960, Hugo en 1963 et 1967, Nebula en 1966, Jupiter en 1975, Achievement en 1984, GilgamXs en 1988 et World Fantasy en 1990. Il reçoit aussi, en 1961, le prix Edgar-Allan-Poe pour son roman policier, L'Homme en cage.

## Postérité
Jack Vance a exercé une influence considérable sur la science-fiction exotique et picaresque, ainsi que dans la fantasy, ce dont témoignent des livres comme Le Château de Lord Valentin de Robert Silverberg et Le Maître des ombres de Roger Zelazny, ainsi que l'épopée livresque et télévisuelle Le Trône de fer.
Son nom se retrouve dans le concept de magie vancienne, inspiré par ses ouvrages, où les magiciens ne peuvent lancer qu'une quantité limitée de sorts entre deux périodes de repos.[réf. nécessaire]

## Œuvres

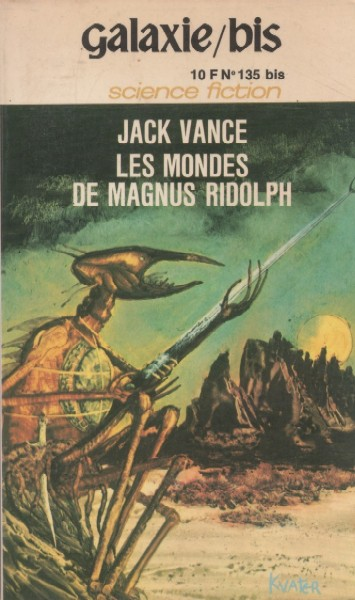
Édition française des Mondes de Magnus Ridolph dans la collection Galaxie bis en 1975, couverture de Philippe Legendre-Kvater

### Cycles

#### La Terre mourante
1. Un monde magique, J'ai lu no 836, 1978 ((en) The Dying Earth, 1950)
2. Cugel l'astucieux, J'ai lu no 707, 1976 ((en) The Eyes of the Overworld, 1965)
3. Cugel saga, J'ai lu no 1665, 1984 ((en) Cugel saga, 1983)
4. Rhialto le merveilleux, J'ai lu no 1890, 1985 ((en) Rhialto the Marvelous, 1984)

#### Les Aventuriers de la planète géante
1. La Planète géante, Galaxie-bis no 26 ((en) Big Planet, 1957)
2. Les Baladins de la Planète géante ((en) Showboat World, 1975)

#### La Geste des Princes-Démons
1. Le Prince des étoiles ((en) The Star King, 1964)
2. La Machine à tuer, Galaxie-bis no 12 ((en) The Killing Machine, 1964)
3. Le Palais de l'amour ((en) The Palace of Love, 1967)
4. Le Visage du démon ((en) The Face, 1979)
5. Le Livre des rêves ((en) The Book of Dreams, 1981)

#### Le Cycle de Tschaï
1. Le Chasch, J'ai lu no 721 ((en) City of the Chasch, 1968)
2. Le Wankh, J'ai lu no 722 ((en) Servants of the Wankh, 1969)
3. Le Dirdir, J'ai lu no 723 ((en) The Dirdir, 1969)
4. Le Pnume, J'ai lu no 724 ((en) The Pnume, 1970)

#### Les Chroniques de Durdane
1. L'Homme sans visage ((en) The Anome, 1973)
2. Les Paladins de la liberté ((en) The Brave Free Men, 1973)
3. Asutra ! ((en) The Asutra, 1974)

#### Cycle d'Alastor
1. Trullion : Alastor 2262, J'ai lu no 1476 ((en) Trullion: Alastor 2262, 1973)
2. Marune : Alastor 933, J'ai lu no 1435 ((en) Marune: Alastor 933, 1975)
3. Wyst : Alastor 1716, J'ai lu no 1516 ((en) Wyst: Alastor 1716, 1978)

#### Lyonesse
1. Le Jardin de Suldrun ((en) Suldrun's Garden, 1983) [détail des éditions]
2. La Perle verte ((en) The Green Pearl, 1986) [détail des éditions]
3. Madouc ((en) Madouc, 1989) [détail des éditions]

#### Les Chroniques de Cadwal
1. La Station d'Araminta et Araminta 2 ((en) Araminta Station, 1987)
2. Bonne Vieille Terre ((en) Ecce and Old Earth, 1991)
3. Throy ((en) Throy, 1992)

### Romans de science-fiction et fantasy
- Les Vandales du vide, Le Bélial', 2016 ((en) Vandals of the Void, 1953)
- La Planète des damnés ((en) Planet of the Damned/Slaves of the Klau, 1953)
- Les Cinq Rubans d'or ((en) The Space Pirate/The Five Gold Bands, 1953)
- La Vie éternelle ((en) To Live Forever, 1956)
- Les Langages de Pao ((en) The Languages of Pao, 1958)
- Les Maîtres des dragons ((en) The Dragon Masters, 1963)
- Les Maisons d'Iszm ((en) The Houses of Iszm, 1964)
- Space Opera ((en) Space Opera, 1965)
- Un monde d'azur ((en) The Blue World, 1966)
- Les Mondes de Magnus Ridolph, Galaxie-bis no 45 ((en) The Many Worlds of Magnus Ridolph, 1966)
- Emphyrio, Galaxie-bis no 58 ((en) Emphyrio, 1969)
- Les Domaines de Koryphon, Le Masque Science-fiction no 87, 1979 ((en) The Gray Prince, 1973)
- Un tour en Thaery ((en) Maske: Thaery, 1976)
- La Mémoire des étoiles ((en) Night Lamp, 1996)
- Escales dans les étoiles ((en) Ports of Call, 1998)
- Lurulu ((en) Lurulu, 2004)

### Romans policiers
- (en) Take My Face/Peter Held, 1957
- (en) Isle of Peril/Alan Wade, 1957
- L'Homme en cage, Spatterlight Press, 2016 ((en) The Man In The Cage, 1960)
- (en) The Four Johns/Ellery Queen, 1964
- Une pièce pour mourir ((en) A Room to Die in/Ellery Queen, 1965)
- (en) The Madman Theory/Ellery Queen, 1966
- Un plat qui se mange froid ((en) The Fox Valley Murders, 1966)
- Charmants Voisins ((en) The Pleasant Grove Murders, 1967)
- Les Îles de la mort, Spatterlight Press, 2016 ((en) The Deadly Isles, 1969)
- Méchant Garçon ((en) Bad Ronald, 1973)Prix Mystère de la critique 1980. Il existe une adaptation cinématographique française de ce livre, produite et réalisée par Charles Gassot
- Lily Street ((en) The House on Lily Street, 1979)
- Méchante Fille ((en) The View from Chickweed's Window, 1979)Également paru sous le titre Professeur poltron
- Sombre Océan, Spatterlight Press, 2016 ((en) The Dark Ocean, 1985)
- Drôles de gens, Spatterlight Press, 2016 ((en) Strange Notions, 1985)

### Autobiographie
- Mon nom est Vance, Jack Vance, Spatterlight Press, 2017 ((en) This Is Me, Jack Vance, 2009)Prix Hugo du livre non-fictif ou apparenté 2010

## Autres médias
- 1992 : Méchant Garçon (Bad Ronald) de Charles Gassot
- 1960 : Thriller, série télévisée NBC avec Boris Karloff
- 1953 : Captain Video and His Video Rangers, série télévisée